# Каньйон-Сіті (Орегон)
Каньйон-Сіті (англ. Canyon City) — місто (англ. city) в США, в окрузі Грант штату Орегон. Населення — 660 осіб (2020).

## Географія
Каньйон-Сіті розташований за координатами 44°23′35″ пн. ш. 118°56′58″ зх. д. / 44.39306° пн. ш. 118.94944° зх. д. (44.393010, -118.949485).  За даними Бюро перепису населення США в 2010 році місто мало площу 3,65 км², уся площа — суходіл.

## Демографія
Згідно з переписом 2010 року, у місті мешкали 703 особи в 322 домогосподарствах у складі 198 родин. Густота населення становила 193 особи/км².  Було 355 помешкань (97/км²).
Расовий склад населення:
| - 95,2 % — білих - 2,7 % — корінних американців - 0,3 % — азіатів |

До двох чи більше рас належало 1,6 %. Частка іспаномовних становила 2,6 % від усіх жителів.
За віковим діапазоном населення розподілялося таким чином: 18,5 % — особи молодші 18 років, 60,3 % — особи у віці 18—64 років, 21,2 % — особи у віці 65 років та старші. Медіана віку мешканця становила 46,8 року. На 100 осіб жіночої статі у місті припадало 82,6 чоловіків;  на 100 жінок у віці від 18 років та старших — 91,6 чоловіків також старших 18 років.
Середній дохід на одне домашнє господарство  становив 43 984 долари США (медіана — 36 528), а середній дохід на одну сім'ю — 52 121 долар (медіана — 53 125). За межею бідності перебувало 9,8 % осіб, у тому числі 12,0 % дітей у віці до 18 років та 4,9 % осіб у віці 65 років та старших.
Цивільне працевлаштоване населення становило 341 осіб. Основні галузі зайнятості: роздрібна торгівля — 21,1 %, освіта, охорона здоров'я та соціальна допомога — 20,5 %, виробництво — 10,6 %, сільське господарство, лісництво, риболовля — 10,0 %.